# Edile (storia romana)
Gli edili (pronuncia corretta edìle; in latino aediles) erano magistrati di antiche città sabine e latine, tra cui Roma.

## Origini
Oltre a Roma si trova traccia di un collegio di tre edili a Tusculum e in altre città volsce in seguito latinizzate (Arpino, Fondi, Formia), e di coppie di edili nel governo ottumviro di altre città prevalentemente sabine (Amiternum, Nursia, Trebula Mutuesca, Interamnia Praetuttianorum, Plestia); mentre per le prime è accertata l'originalità dell'istituto, per le seconde è possibile un'importazione romana (nella stessa Roma l'edilità non è originaria in quanto in un primo tempo è costituita da funzionari plebei e non da magistrati civici). Essi vennero successivamente esportati anche nelle province romane.

## Gli edili a Roma

### Storia
Originariamente gli edili plebei (aediles plebis) erano due, erano eletti annualmente dai plebei riuniti nel concilium plebis. Addetti in origine alle funzioni del tempio di Cerere, acquisirono col tempo ulteriori mansioni civili, quali l'applicazione delle sentenze dei tribuni della plebe dei quali costituivano una sorta di segretari.
A partire dal 471 a.C., con la promulgazione della Lex Publilia Voleronis, gli edili furono eletti dai Comitia Populi Tributa.
A partire dal 366 a.C. vennero istituiti altri due edili, detti "edili curuli" (aediles curules, perché sedevano su una sedia ornata d’avorio detta “sella curulis”). Potevano essere solo patrizi ed erano a rigore i soli edili con caratteristiche di magistrati civici, come testimonia l'aggettivo curulis. Possono essere considerati gli antichi Maestri di strada (magistri aedificiorum et stratarum).
In epoca più tarda (44 a.C.) Cesare creò altri due edili plebei, detti "edili ceriali" (aediles ceriales), specificamente addetti a sorveglianti dell'annona e responsabili anche dell'approvvigionamento del grano per la città di Roma.
L'edilità decadde progressivamente in epoca imperiale a partire da Augusto, con l'assegnazione dei vari compiti ad altre magistrature anche di nuova istituzione (pretori, prefetti dell'annona, dell'Urbe e dei vigili, magistrati speciali per la cura delle acque e delle opere pubbliche), fino a scomparire completamente con Diocleziano. Svetonio ricorda anche che, proprio Augusto:
(Svetonio, Augustus, 40.)

### Competenze
Le differenze tra la varie componenti della magistratura edile si affievolirono via via, sia pure mantenendo alcune competenze specifiche.
I loro compiti comprendevano principalmente tre aree di competenza: la prima era la cura urbis: la gestione delle strade cittadine, dei bagni pubblici e degli edifici; la seconda era la cura annonae, cioè la gestione dei mercati, e infine la terza non era altro che la cura ludorum, la gestione dei giochi pubblici e circensi.
Essi avevano inoltre dei compiti meno definiti relativi all'archivio di stato, all'ambito giudiziario (nella giurisdizione tribunizia) e alla capacità di elevare multe.